# Abu Nas ibne Abdal Samade
Abu Nas foi um emir dos magrauas do rio Chelife, no Magrebe Central, reinando em meados do século XII. Pertencia à família dos Banu Cazerune de Trípoli.

## Vida
Abu Nas era membro da família Banu Cazerune que governou Trípoli de 1000/1001 até 1145/1146 e descendia do chefe magraua do século X Cazerune ibne Falful. Também descendia de Abdal Samade, que emigrou de Trípoli ao Chelife pouco antes da conquista do Magrebe Central em 1152 pelo Califado Almóada sob o califa Abde Almumine (r. 1133–1163). Abu Nas, conhecido nas fontes por sua piedade, recebeu o direito de reinar na região do próprio Abde Almumine por seus serviços aos almóadas. Ao falecer algum tempo depois, foi sucedido por seu filho Abderramão.